# Olatunde Osunsanmi
Olatunde Osunsanmi (nacido el 23 de octubre de 1977 en Estados Unidos). Es un director y productor de cine y televisión estadounidense. Es hijo de inmigrantes nigerianos que se radican en los Estados Unidos desde 1972. Se graduó con una Maestría en Bellas Artes en el Dodge College of Film and Media Arts. Conocido principalmente por sus trabajos de ciencia ficción y terror como La caverna del terror (The Cavern ), La cuarta fase (The Fourth Kind.), Falling Skies y Star Trek Discovery.

## Primeros trabajos
En el año 2005 escribió, produjo y dirigió la película de bajo presupuesto La caverna del terror. En 2009 es contratado por los estudios Universal para dirigir La cuarta fase, protagonizada por Milla Jovovich y Will Patton. En el año 2014 se suma al equipo de directores recurrentes de la serie Falling Skies, de la que dirige seis episodios. Es convocado para dirigir capítulos de otras series de géneros similares como Minority Report, Gotham, Colony, Bates Motel.

## Star Trek: Discovery
Es convocado desde la primera temporada (2018) para sumarse a la nueva franquicia del universo Star Trek. En las dos primeras temporadas trabaja tanto como productor ejecutivo (19 capítulos) y como director (5 capítulos). También dirige el cortometraje Calypso para los Star Trek: Short Treks (serie de cortometrajes de tramas paralelas a la serie principal).

## Filmografía destacada
| Año         | Título                 | Rol                              | Notas             |
| ----------- | ---------------------- | -------------------------------- | ----------------- |
| 2005        | La caverna del terror  | Director - Productor - Guionista |                   |
| 2009        | La cuarta fase         | Director                         |                   |
| 2014-2015   | Falling Skies          | Director - Productor ejecutivo   | 10 capítulos      |
| 2018 - 2019 | Star Trek: Discovery   | Director - Productor ejecutivos  | 19 capítulos      |
| 2019        | Star Trek: Short Treks | Director                         | Capítulo: Calypso |
| 2025        | Star Trek: Section 31  | Director                         | Telefilm          |